# Paolo Tilche
Paolo Flavio Oscar Tilche (Alessandria d'Egitto, 17 aprile 1925 – Milano, 12 maggio 2002) è stato un architetto, designer e conduttore televisivo italiano, nota figura a Milano, nel 1955 fonda il negozio di arredamento Arform.

## Biografia
Paolo Tilche nasce ad Alessandria d'Egitto da una famiglia di mercanti italiani che si era stabilita da tempo in Egitto. Trasferitosi in Milano con la famiglia si laurea nel 1949 in Architettura presso il Politecnico di Milano. Si dedica inizialmente alla progettazione urbanistica partecipando ai progetti di Milano-Bicocca, Legnano e Iglesias. Nel 1955 fonda con sua moglie Anna Pontremoli (pittrice, figlia di Mario Pontremoli) in centro a Milano Arform, negozio di arredamento. Dal 1956 al 1963 conduce con Mario Tedeschi il "Piacere della Casa" la prima trasmissione televisiva della RAI dedicata all'arredamento e al design. Durante la sua attività come designer ha collaborato con grandi marchi come Fratelli Guzzini, Olivetti, Gruppo Industriale Busnelli, Bilumen, Sirrah, con Cedit nel settore delle piastrelle e con Ideal Standard nel settore degli accessori per il bagno. Muore a Milano nel 2002.

## Riconoscimenti e premi
- Design Plus Award 1999, per la linea di sanitari X-L
- Premio Compasso d'oro 1955 (Arform)

## Filmografia
- I sogni nel cassetto, 1956.[2]